# تكامل حجم
التكامل الحجمي (بالإنجليزية: Volume integral)‏ أحد أنواع حساب التفاضل والتكامل متعدد المتغيرات وهو كما يوحي اسمه تكامل في ثلاثة أبعاد يعطي حجم منطقة محددة بدالة.

## الصياغة الرياضية
{\displaystyle \operatorname {Vol} (D)=\iiint \limits _{D}dx\,dy\,dz.}
كما يمكن أن يعبر عن تكامل متعدد لدالة معينة {\displaystyle f(x,y,z),} ضمن المنطقة D في المجال R3.حيث تصاغ عموما وفقا للتالي:
{\displaystyle \iiint \limits _{D}f(x,y,z)\,dx\,dy\,dz.}
أما في الإحداثيات الإسطوانية
{\displaystyle \iiint \limits _{D}f(r,\theta ,z)\,r\,dr\,d\theta \,dz,}
أما في الإحداثيات الكروية (حيث φ هي زواية سمت الرأس) فتكتب بالصيغة التالية.
{\displaystyle \iiint \limits _{D}f(\rho ,\theta ,\phi )\,\rho ^{2}\sin \theta \,d\rho \,d\theta \,d\phi .}

## مثال
لإيجاد حجم مكعب طول ضلعه 1 أي أن {\displaystyle f(x,y,z)=1} باستخدام التكامل الحجمي فإن:
{\displaystyle \int \limits _{0}^{1}\int \limits _{0}^{1}\int \limits _{0}^{1}1\,dx\,dy\,dz=\int \limits _{0}^{1}\int \limits _{0}^{1}(1-0)\,dy\,dz=\int \limits _{0}^{1}(1-0)dz=1-0=1}
أذن حجمه كما يظهر باستعمال التاكمل الحجمي يساوي واحد ويمكن تعميم هذا المثال واستعمال التكامل الحجمي لإيجاد حجم أمثلة بسيطة أخرى كإيجاد حجم كرة نصف قطرها 2 أو حجم نصف كرة نصف قطرها4 أو حجم إسطوانه أو أشكال معقدة مثل الهرم وغيرها. كما يمكن تطوير أداة التكامل الحجمي لإيجاد للحصول على نتائج أكثر. فلو افترضنا أن كمية قياسية ما بحيث {\displaystyle {\begin{aligned}f\colon \mathbb {R} ^{3}&\to \mathbb {R} \end{aligned}}} تصف كثافة المكعب التي سبق حساب حجمه عند نقطة معينة ولتكن {\displaystyle (x,y,z)} by {\displaystyle f=x+y+z} ُفإن تكامل الحجمي لهذه الدالة ضمن المكعب 1X1X1 يعطينا كتلة المكعب الكلية كما يلي:
{\displaystyle \int \limits _{0}^{1}\int \limits _{0}^{1}\int \limits _{0}^{1}\left(x+y+z\right)\,dx\,dy\,dz=\int \limits _{0}^{1}\int \limits _{0}^{1}\left({\frac {1}{2}}+y+z\right)\,dy\,dz=\int \limits _{0}^{1}\left(1+z\right)\,dz={\frac {3}{2}}}.
كما يمكن الربط بين التكامل السطحي المغلق وبين التكامل الحجمي وفق مبرهنة التباعد.

## تكامل بالإسطوانات
في الرياضيات، وبشكل خاص في حساب التكامل، يعتبر التكامل بالإسطوانات إحدى وسائل التكامل لحساب الحجوم لبعض الأجسام الصلبة (التدويرية -التي تنتج عن تدوير سطح مستو حول محور -) عن طريق تقسيمه إلى ما يدعى «بإسطوانات تمثيلية» وتتم المكاملة على محور عمودي على محور الدوران.
تعتبر هذه الفكرة تمدي لفكرة «المستطيل التمثيلي» المستخدمة في معظم طرق التكاملات الكلاسيكية والذي يعبر عنه ب – ∫ x dx.